# Sistema Minitrack
O Sistema Minitrack foi a primeira rede de rastreamento de satélite dos Estados Unidos a entrar em operação, em 1957. Criado para rastrear os satélites Vanguard, acabou usado para rastrear os voos do Sputnik e, mais tarde, do Explorer I e de outros esforços espaciais iniciais. Minitrack foi o progenitor da Rede de Rastreamento e Aquisição de Dados de Astronaves e da Rede de Voo Espacial Tripulado.

## Origens
Quando as propostas de satélites surgiram em meados da década de 1950, naturalmente surgiu a questão de rastreá-los. Três abordagens foram consideradas:  
- Rastreamento ótico;
- Uso de radar;
- Um esquema do Laboratório de Pesquisa Naval dos Estados Unidos que media ângulos usando interferometria.

As abordagens ópticas e de radar não exigiam um alvo cooperativo, mas ofereciam dificuldades para a localização inicial dos alvos, pois eles tinham campos de visão muito pequenos. A proposta do Laboratório de Pesquisa Naval exigia um transmissor no alvo, mas poderia facilmente medir um alvo em qualquer lugar em um amplo campo de visão. A proposta do Laboratório de Pesquisa Naval foi aceita e daria origem às estações Minitrack.

## Desenvolvimento
A proposta original tinha apenas um único par de estações. No entanto, isso logo foi percebido como insuficiente:
Antes do final de 1955, as ideias mudavam drasticamente. Primeiro, percebeu-se que um único par de estações forneceria uma cobertura geográfica muito limitada, dificultando a aquisição de dados e tornando muito lenta a acumulação de dados orbitais. Em seguida, foram propostos quatro pares de estações no sul dos EUA. A ideia de uma "cerca de rádio" estava implícita nessa sugestão; isto é, a criação de uma longa cadeia de antenas sobrepostas que o satélite deveria cruzar com frequência. O problema era que a inclinação orbital planejada do satélite Vanguard o manteria longe do sul dos EUA por muito tempo. O próximo passo lógico foi a construção de uma longa cerca norte-sul pela qual o satélite passaria em quase todas as órbitas. Contudo, o programa Vanguard não podia custear uma longa cadeia de estações emparelhadas. Além disso, novas reflexões logo mostraram que dados orbitais completos podiam ser calculados apenas a partir do rastreamento angular (interferométrico). Essas mudanças de pensamento se manifestaram em um relatório descrevendo uma cadeia de nove estações Minitrack espalhadas ao longo do meridiano 75 W. Contrariando alguns engenheiros, as capacidades de medição de velocidade e alcance foram reduzidas. 
Embora uma estação Minitrack pudesse medir os ângulos dos satélites com muita precisão, o uso dessas informações para calcular órbitas exigia trabalho adicional.
Quando os satélites americanos Explorer e Vanguard foram lançados alguns meses depois, o Minitrack conseguiu rastreá-los facilmente. Isso funcionou tão bem que os interferômetros Minitrack também formaram o método básico da Rede de Rastreamento e Aquisição de Dados de Astronaves.

## Problemas técnicos
Embora uma estação Minitrack pudesse medir os ângulos dos satélites com precisão, o uso dessas informações para determinar órbitas exigia trabalho adicional:
- A localização da estação deveria ser conhecida com muita precisão. Antes dos satélites, cada continente tinha seu próprio sistema de coordenadas de posicionamento e o relacionamento entre esses sistemas não era conhecido com precisão.
- O horário na estação deveria ser conhecido com precisão. A solução foi configurar um relógio preciso em cada estação e calibrá-lo por meio de transmissões de rádio.
- Como eram necessárias mais de uma observação para determinar uma órbita precisa, os dados de cada estação deveriam ser enviados para um local central para determinação da órbita. Isso apresentava dificuldades, uma vez que as estações estavam localizadas em áreas que tinham pouca infraestrutura de comunicações. O exército dos EUA entrou em cena e construiu novas instalações de comunicação para as estações.

## Minitrack e Sputnik
Em 1 de outubro de 1957 o Minitrack estava parcialmente completo, faltando links de teletipo e a calibração de algumas estações. Três dias depois, para surpresa dos envolvidos, o Sputnik-1 começou a atravessar a cerca do Minitrack a cada 96 minutos, transmitindo sinais de rádio nas faixas de 20 e 40 MHz. Os operadores do Minitrack sabiam que o Sputnik 1 estava passando por cima, mas não o conseguiam rastrear com interferômetros de 108 MHz. 
O Sputnik-1 estava transmitindo nas bandas de rádio amador e sendo captado em todo o mundo. A equipe do Minitrack passou a modificar suas estações para uma recepção de 40 MHz. Alertados pelos anúncios de rádio do lançamento do Sputnik, eles correram contra o relógio planejando modificações na rede. Cruzamentos de 40 MHz foram rapidamente instalados em Blossom Point, San Diego e Lima; e, mais tarde, em Santiago e Woomera. Após alguns dias, bons dados de rastreamento estavam sendo recebidos.

## Anos 1958-1962
Quando os satélites americanos Explorer e Vanguard foram lançados alguns meses depois, o Minitrack conseguiu rastreá-los facilmente. Isso funcionou tão bem que os interferômetros Minitrack formaram o método básico da Rede de Rastreamento e Aquisição de Dados de Astronaves subsequente.

## Rede de Rastreamento e Aquisição de Dados de Astronaves
À medida que os satélites se tornaram maiores e mais sofisticados, houve uma série de problemas com os quais o Minitrack não conseguiu lidar bem e alguns recursos que se mostraram desnecessários. Para atender a essas novas necessidades, várias mudanças fundamentais foram feitas na rede Minitrack.
- Alterações, fechamentos e adições de estações.
- Adição de antenas maiores, de 12 e 26 metros, em alguns locais.
- Adição do equipamento de rastreamento Goddard Range e Range Rate[7]
- Adição de novas antenas de telemetria e comando de rastreamento automático.[8]
- Rede terrestre de comunicação entre estações maior e mais automatizada.

A rede resultante do início dos anos 60 foi chamada de Rede de Rastreamento e Aquisição de Dados de Astronaves. 